# 우에하라 미츠키
우에하라 미츠키(일본어: 上原 光紀 うえはら みつき[*], 1991년 3월 31일 ~ 일본 미야자키현→가나가와현 요코하마시)는 일본의 언론인이며 NHK의 여성 아나운서이다.

## 생애
1991년 3월 31일 일본 미야자키현 태생으로 가나가와현 요코하마시에서 자랐다. 그녀는 게이오 기주쿠 중학교와 게이오기주쿠 여자 고등학교를 졸업하고 게이오기주쿠 대학 법학부 정치학과를 졸업했다.
특히 대학시절에는 하키부에서 있었다. 그녀는 혈액형이 A형이고 왼손잡이이다.

## 입사
대학 졸업 후 2013년 NHK에 입사했다. 입사동기는 호리 사유리 아나운서이다. 입사후 2015년 3월까지 NHK 니가타 방송국에서 근무하였다. 이후 2015년 4월부터 2017년 3월까지 NHK 히로시마 방송국에서 근무하다 2017년 4월부터 현재 도쿄 소재 NHK 방송 센터에서 활동하고 있다. 
2018년 4월 2일부터 NHK 뉴스 워치 9에서 리포터를 하였고, 2018년 4월 4일부터 수도권 뉴스 845의 수요일 순서를 2019년 3월 29일까지 진행하였다. 2019년 4월 1일 개편에 따라 NHK 뉴스 7의 평일 앵커를 2022년 3월 말까지 하다가 2022년 4월 개편에 따라 이노우에 유우키 아나운서와 함께 수도권 네트워크 진행자로 발탁되어 진행하고 있다. 아울러, 수도권 뉴스 845의 메인 앵커로 2023년 3월 21일까지 진행을 했다.